# Norberto Esbrez

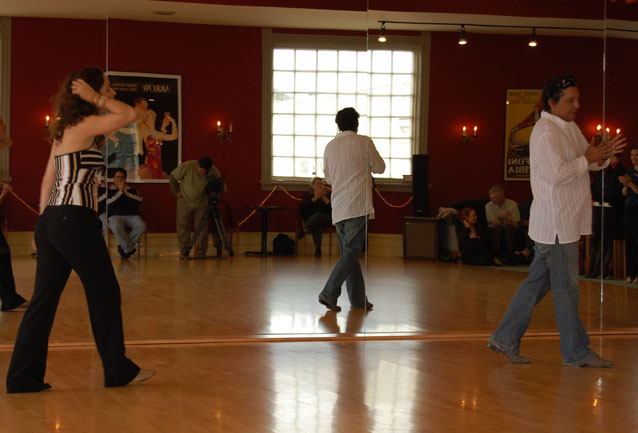
Norberto Esbrez y Luiza Paes dando una clase en Shall we Dance dance studio en Pacific Grove, California

Norberto "Pulpo" Esbrez (22 de noviembre de 1966-Buenos Aires, 16 de julio de 2014) fue un bailarín, coreógrafo y profesor de tango argentino.

## Biografía
Bailarín y maestro del  tango nuevo, era conocido como "El Pulpo" por sus movimientos fluidos e intrincados de piernas. Esbrez creó y nombró varios movimientos de tango, entre ellos: ocho loco sentada, girada, elevador o el elástico. Exploró el concepto de trap sacadas (sacadas con agarre) y se engancha en variaciones innovadoras.
Su estilo era tan conocido que cuando el bailarín comienza a combinar varios movimientos de piernas que se parecen a los de Pulpo se le llama pulpeadas. Desarrolló el concepto de suspensión como herramienta para generar el control y la fluidez que forma parte de su danza.
Trabajó para teatros y lugares de exhibición en Buenos Aires, tales como: Teatro San Martín, Teatro Astral, Teatro Opera, Café Tortoni, El Viejo Almacén, La Ventana, Casablanca. Enseñó en Brasil como miembro de la "Academia Argentina de Tango". Una de las socias de Esbrez fue Luiza Paes - fueron parte del  Congreso Internacional de Tango Argentino  en Buenos Aires.
Murió el 16 de julio de 2014 en Buenos Aires por complicaciones de una enfermedad hepática.